# Natrona County
Natrona County ist ein County im Bundesstaat Wyoming der Vereinigten Staaten. Bei der Volkszählung 2020 lebten 79.955 Einwohner im County. Der Verwaltungssitz (County Seat) ist Casper.

## Geographie
Das County hat eine Fläche von 13.923 Quadratkilometern; davon sind 93 Quadratkilometer Wasserflächen. Es grenzt im Uhrzeigersinn an die Countys: Johnson County, Converse County, Carbon County, Fremont County und Washakie County.
Das County wird vom Office of Management and Budget zu statistischen Zwecken als Casper, WY Metropolitan Statistical Area geführt.

## Geschichte
Natrona County wurde im Jahre 1888 gegründet.

## Demografische Daten

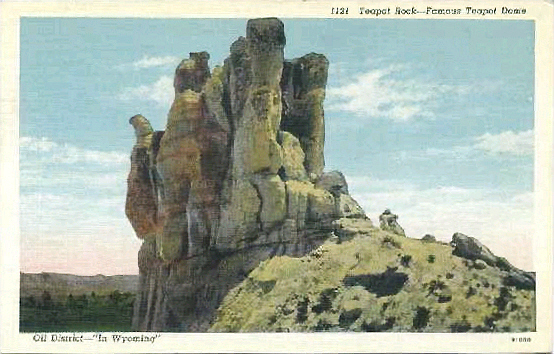
Teapot Rock

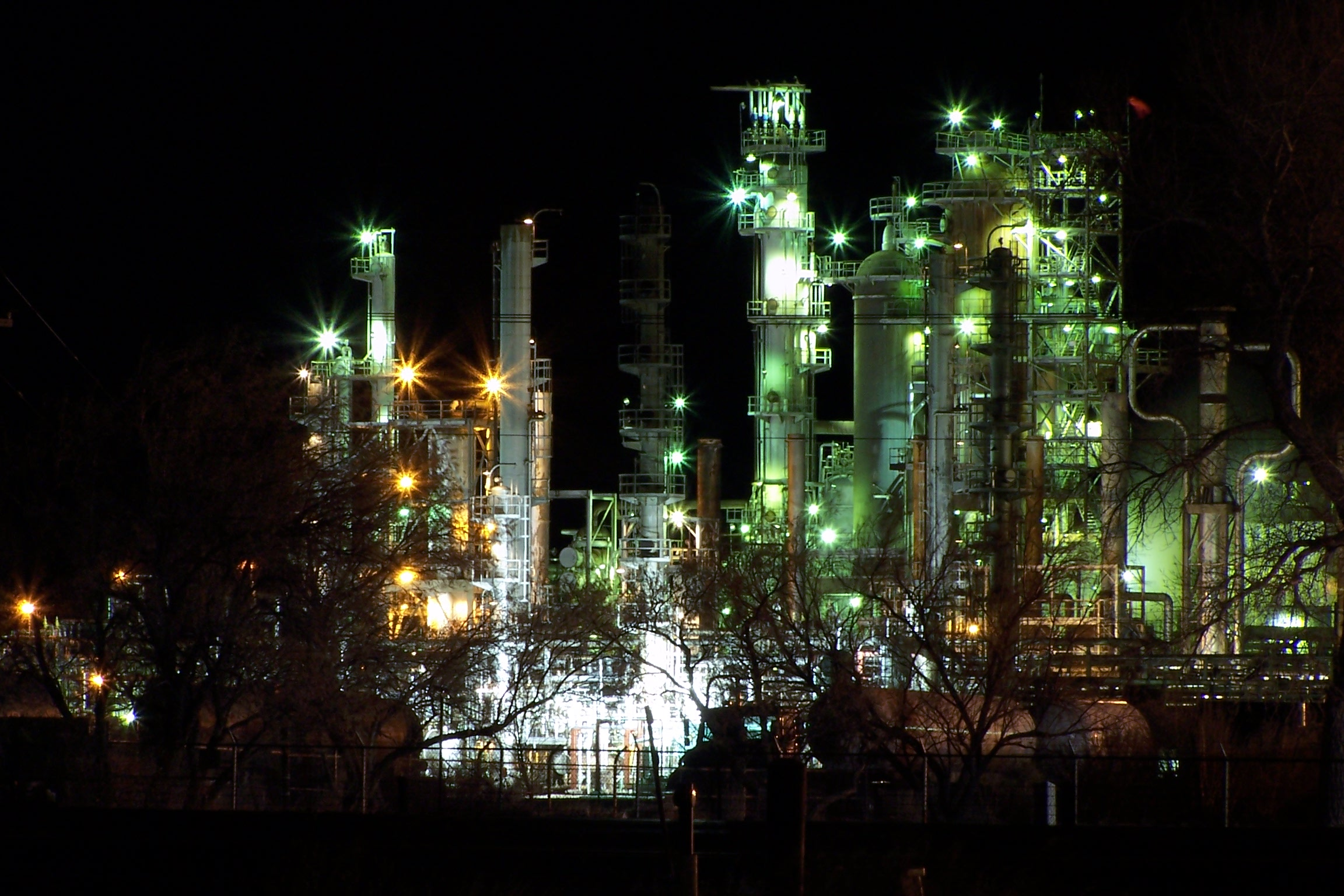
Einzige Ölraffinerie in Wyoming, nahe Casper

Nach der Volkszählung im Jahr 2000 lebten im Natrona County 66.533 Menschen. Es gab 26.819 Haushalte und 17.754 Familien. Die Bevölkerungsdichte betrug 5 Einwohner pro Quadratkilometer. Ethnisch betrachtet setzte sich die Bevölkerung zusammen aus 94,15 % Weißen, 0,76 % Afroamerikanern, 1,03 % amerikanischen Ureinwohnern, 0,42 % Asiaten, 0,04 % Bewohnern aus dem pazifischen Inselraum und 1,92 % aus anderen ethnischen Gruppen; 1,68 % stammten von zwei oder mehr ethnischen Gruppen ab. 4,90 % Prozent der Bevölkerung waren spanischer oder lateinamerikanischer Abstammung.
Von den 26.819 Haushalten hatten 32,20 % Kinder und Jugendliche unter 18 Jahre, die bei ihnen lebten. 51,40 % waren verheiratete, zusammenlebende Paare, 10,60 % Prozent waren allein erziehende Mütter, 33,80 % waren keine Familien. 27,50 % waren Singlehaushalte und in 9,40 % lebten Menschen im Alter von 65 Jahren oder darüber. Die Durchschnittshaushaltsgröße betrug 2,42 und die durchschnittliche Familiengröße lag bei 2,95 Personen.
Auf das gesamte County bezogen setzte sich die Bevölkerung zusammen aus 26,00 % Einwohnern unter 18 Jahren, 10,10 % zwischen 18 und 24 Jahren, 27,90 % zwischen 25 und 44 Jahren, 23,30 % zwischen 45 und 64 Jahren und 12,70 % waren 65 Jahre alt oder darüber. Das Durchschnittsalter betrug 36 Jahre. Auf 100 weibliche Personen kamen 97,70 männliche Personen, auf 100 Frauen im Alter ab 18 Jahren kamen statistisch 95,00 Männer.
Das jährliche Durchschnittseinkommen eines Haushalts betrug 36.619 USD, das Durchschnittseinkommen der Familien betrug 45.575. USD. Männer hatten ein Durchschnittseinkommen von 33.524 USD, Frauen 21.374 USD. Das Prokopfeinkommen betrug 18.913 USD. 11,80 % der Familien und 8,70 % der Bevölkerung lebten unterhalb der Armutsgrenze. 16,20 % davon waren unter 18 Jahre und 7,20 % waren 65 Jahre oder älter.

## Orte im Natrona County
City
| - Casper |

Towns
| - Bar Nunn - Edgerton - Evansville | - Midwest - Mills |

Census-designated places (CDP)
| - Alcova - Antelope Hills - Bessemer Bend - Brookhurst | - Casper Mountain - Hartrandt - Homa Hills - Meadow Acres | - Mountain View - Powder - Red Butte - Vista West |

Unincorporated Communitys
| - Arminto - Bucknum - Camel Hump - Crimson Dawn - Goose Egg | - Hells Half Acre - Hiland - Natrona - Strouds |